# نازی‌تاماک
نازی‌تاماک (انگلیسی: Nazitamak) یک شهرک در شهرستان دیورتیورلینسکی در استان باشقیرستان کشور روسیه است.